# Plateforme de glace
Ne doit pas être confondu avec Banquise.
- Plateforme de glace de Ross (500 809 km²)
- Plateforme de glace de Filchner-Ronne (443 140 km²)
- Plateforme de glace d'Amery (60 654 km²)
- Plateforme de glace de Larsen (48 600 km²)
- Plateforme de glace de Riiser-Larsen (43 450 km²)
- Plateforme de glace de Fimbul (40 843 km²)
- Plateforme de glace de Shackleton (33 820 km²)
- Plateforme de glace de George VI (23 880 km²)
- Plateforme de glace Ouest (16 370 km²)
- Plateforme de glace de Wilkins (13 680 km²)

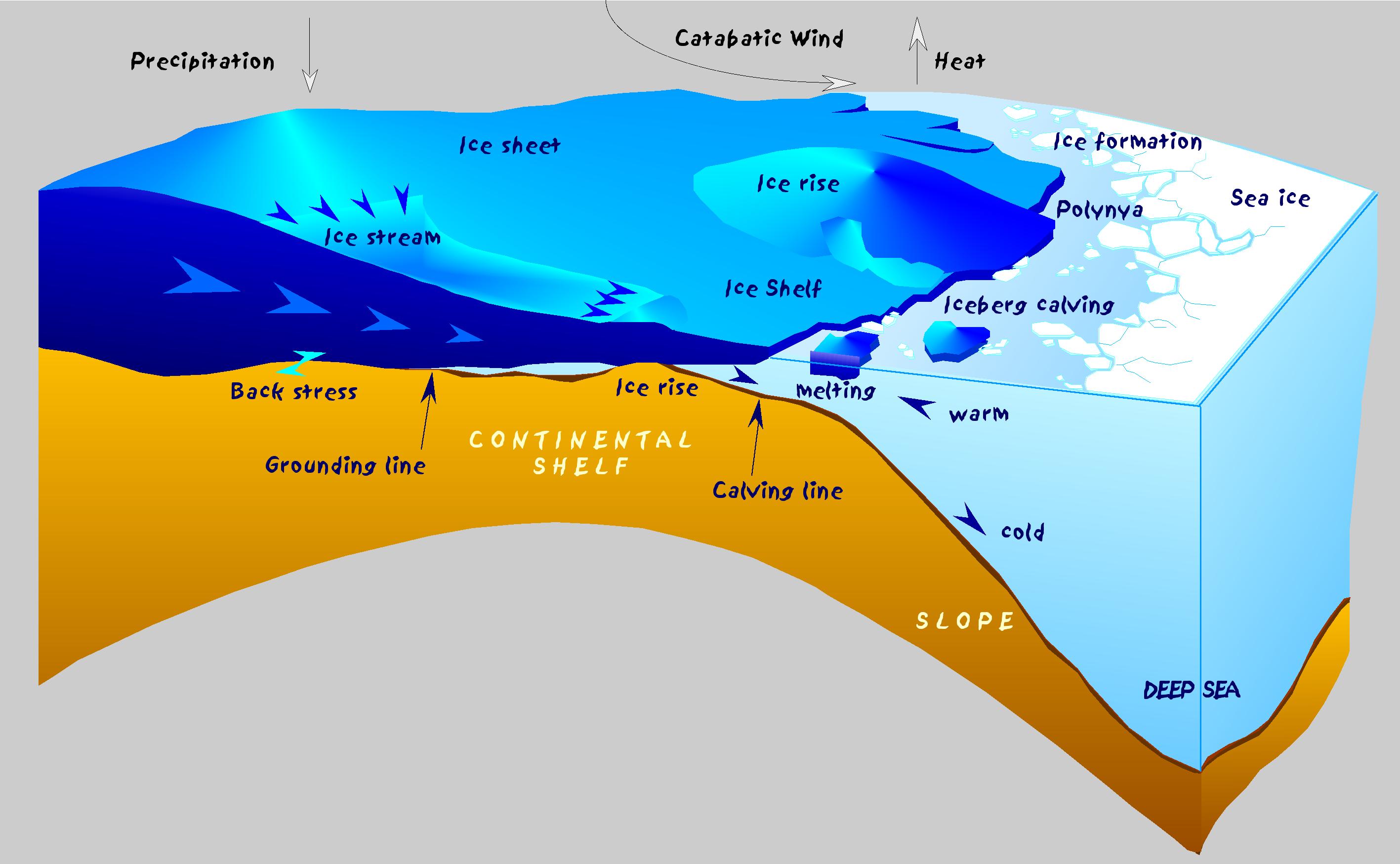
Schéma montrant l'alimentation d'une plateforme de glace (en anglais ice shelf) par un courant glaciaire.

Principales plateformes de glace de l'Antarctique et leur superficie
Plateforme de glace de Ross (500809 km²)
Plateforme de glace de Filchner-Ronne (443140 km²)
Plateforme de glace d'Amery (60654 km²)
Plateforme de glace de Larsen (48600 km²)
Plateforme de glace de Riiser-Larsen (43450 km²)
Plateforme de glace de Fimbul (40843 km²)
Plateforme de glace de Shackleton (33820 km²)
Plateforme de glace de George VI (23880 km²)
Plateforme de glace Ouest (16370 km²)
Plateforme de glace de Wilkins (13680 km²)

Une plateforme de glace, ice-shelf ou barrière de glace est une structure glaciaire qui constitue le prolongement d'un ou plusieurs glaciers ou d'un inlandsis en flottant sur la mer. Contrairement à la banquise qui se forme par le gel de l'eau de mer, une plateforme de glace est alimentée par l'écoulement d'un glacier en amont, et généralement par l'accumulation de précipitations. Les plateformes font plusieurs dizaines à plusieurs centaines de mètres d'épaisseur et sont donc généralement beaucoup plus épaisses que la banquise. Les plateformes produisent des icebergs par vêlage et fondent à leur base dans l'océan.

## Nomenclature
Alors qu'ils cherchaient à s'approcher du Pôle Sud par la mer en janvier 1841, les équipages des vaisseaux Erebus et Terror commandés par James Clark Ross, firent face à une grande falaise de glace qui les empêcha d'aller plus au Sud. Cette formation glaciaire prit ensuite de nom de Grande Barrière de glace, puis de Barrière de Ross, et ce nom fut étendu à d'autres formations similaires en Antarctique.
Le nom de plateforme de glace (ice shelf en anglais) est issu d'une proposition du Suédois Otto Nordenskjöld au début du XXe siècle, et fut peu à peu adopté jusqu'à devenir l'appellation officielle de la plupart des plateformes d'Antarctique dans les années 1950. Le mot "ice-shelf" figure dans le dictionnaire de langue française Larousse, et est parfois utilisé à la place de "plateforme de glace".
Un certain nombre de plateformes sont également appelées « langues de glace », généralement dans le cas d'une plateforme issue d'un seul glacier et s'étendant vers l'océan sans contrainte topographique, telle un promontoire. La langue de glace Drygalski constitue un exemple caractéristique. Cette terminologie peut aussi s'employer pour une partie de la plateforme, comme dans le cas de la langue de glace de Thwaites, c'est-à-dire la partie ouest de la terminaison flottante du glacier Thwaites qui a par le passé formé d'immenses icebergs tabulaires.

## Répartition
La majeure partie des plateformes de glace se trouve actuellement en Antarctique où elles occupent 75% de la côte. On trouve également des plateformes de taille plus modeste au Nord du Groenland, dans l'Arctique Russe et dans l'archipel Arctique canadien. Les plus grandes au monde sont celles de Ross et celle de Filchner-Ronne, toutes les deux associées à l'inlandsis de l'Antarctique.

## Glaciologie
Les plateformes de glace s'avancent continuellement sur le dessus de l'océan par un fait de poussée gravitationnelle de la glace posée en amont sur le socle rocheux. La ligne d'échouage, ou ligne d'ancrage, sépare la partie posée sur le socle de la partie flottant dans la mer. En moyenne pour les plateformes d'Antarctique, et dans le climat actuel, la masse que les plateformes gagnent par l'écoulement de glace au-dessus de la ligne d'échouage et par les précipitations est compensée de moitié environ par la perte de masse par vêlage d'iceberg, l'autre moitié étant perdue par la fonte provoquée par l'océan. Typiquement, le front d'une plateforme de glace s'étend pendant des années voire des décennies puis se retire très rapidement lors d'épisodes majeurs de vêlage d'icebergs. En été, des mares de fonte peuvent se former à leur surface et favoriser leur fracturation.